# قرار مجلس الأمن التابع للأمم المتحدة رقم 84
قرار مجلس الأمن التابع للأمم المتحدة رقم84، اعتمد في 7 يوليو 1950. وبعد أن قرر أن غزو كوريا الجنوبية من قبل قوات من كوريا الشمالية يشكل خرقا للسلام، أوصى المجلس بأن يقدم أعضاء الأمم المتحدة مثل هذه المساعدة للدولة الكورية الجنوبية حسب الضرورة لصد الهجوم واستعادة السلام و الأمن في المنطقة. وأوصى المجلس كذلك بأن يقوم جميع الأعضاء الذين يقدمون قوات عسكرية ومساعدات أخرى للجمهورية بإتاحة هذه القوات والمساعدات لقيادة موحدة تحت الولايات المتحدة الأمريكية. ثم طلب المجلس من الولايات المتحدة أن تعين قائد هذه القوات وأذن للقائد المذكور باستخدام علم الأمم المتحدة حسب تقديره في سياق العمليات ضد القوات الكورية الشمالية. وأخيراً، طلب المجلس من الولايات المتحدة تزويدها بتقارير حسب الاقتضاء بشأن مسار العمل الذي اتخذته القيادة الموحدة.
تم تمرير القرار بأصوات من المملكة المتحدة، وجمهورية الصين (تايوان)، وكوبا، والإكوادور، وفرنسا، والنرويج، والولايات المتحدة. امتنعت مصر والهند ويوغوسلافيا. كان الاتحاد السوفييتي، وهو دولة تتمتع بحق النقض، غائبًا، حيث قاطع الاجتماعات منذ يناير، احتجاجًا على أن جمهورية الصين وليس جمهورية الصين الشعبية تشغل مقعدًا دائمًا في المجلس. وكان رئيس المجلس في ذلك الوقت هو النرويجي أرني سوندي.

## روابط خارجية
- نص القرار في undocs.org